# Diamante
Il diamante è una delle tante forme allotropiche in cui può presentarsi il carbonio; in particolare il diamante è costituito da un reticolo cristallino di atomi di carbonio disposti secondo una struttura particolare detta tetraedrica, un particolare reticolo del sistema cristallino cubico (reticolo cubico a facce centrate). Il diamante è il più duro dei minerali conosciuti e rappresenta uno dei pochi casi in cui un elemento (il carbonio) si rinviene in discreti quantitativi in natura allo stato puro.

## Storia

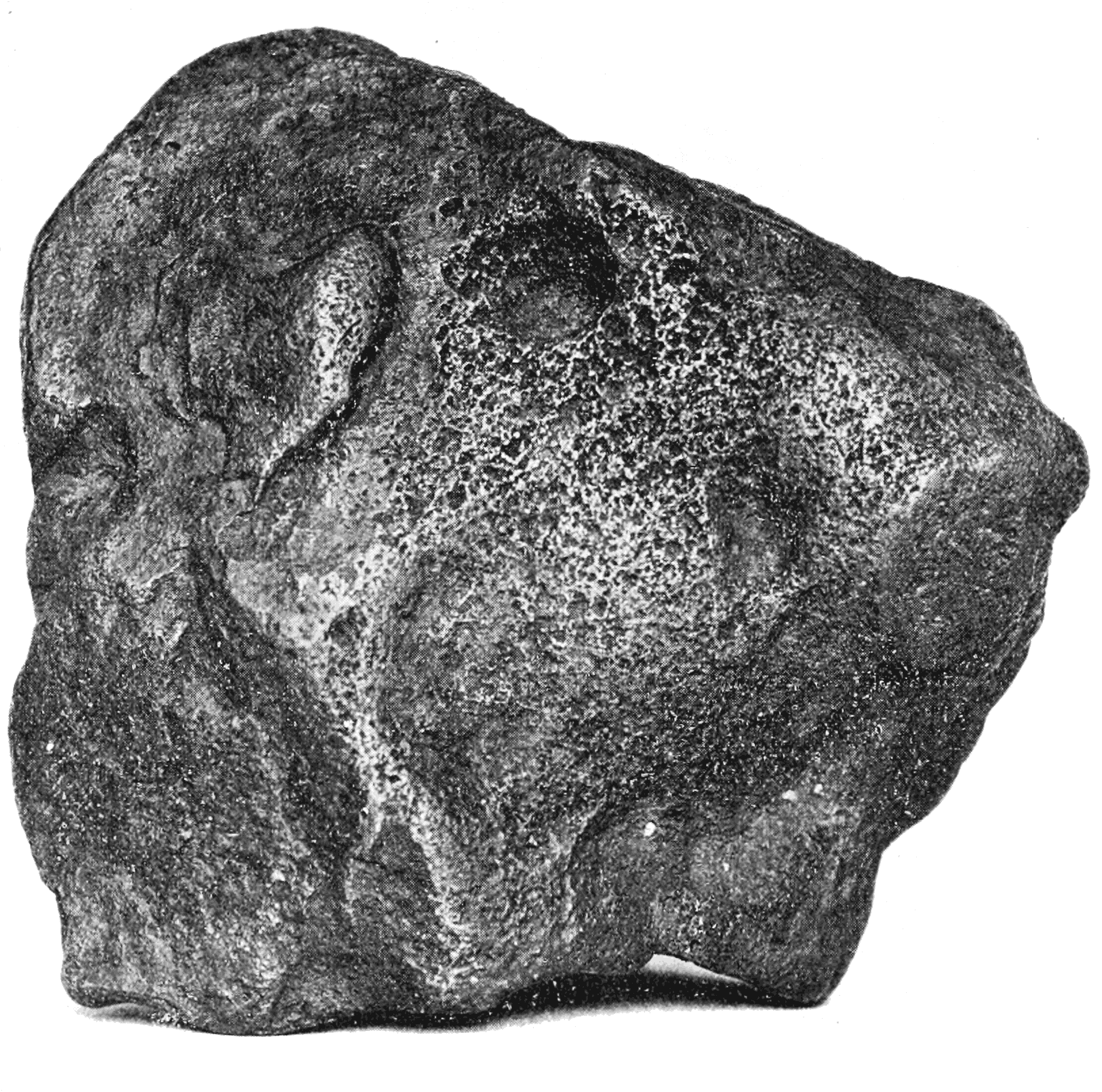
Ritratto del carbonado Sergio per il Popular Science del 1906.

Si pensa che i diamanti siano stati inizialmente riconosciuti ed estratti in India, dove furono trovati in depositi alluvionali lungo i fiumi Krishna e Godavari. I diamanti erano utilizzati nelle icone religiose ed è probabile che fossero noti e considerati preziosi già 6.000 anni fa.  Infatti si trovano riferimenti ai diamanti nei testi in sanscrito: l'Arthashastra di Kautilya ne menziona il commercio, opere buddiste dal IV secolo a.C. in poi descrivono il diamante come pietra molto nota e preziosa, anche se non contengono indicazioni circa le tecniche di taglio.
Un altro testo indiano scritto all'inizio del III secolo descrive la resistenza, la regolarità, la brillantezza, la capacità di graffiare i metalli e le buone proprietà di rifrazione come qualità desiderabili di un diamante.
La città indiana di Golconda fu per secoli e fino alla metà dell'Ottocento il principale centro di produzione e vendita dei diamanti, tanto che il suo nome fu sinonimo di ricchezza.
I diamanti giunsero nella Roma antica dall'India e vi sono chiari riferimenti circa il loro utilizzo come strumenti d'incisione.
I cinesi, che non hanno trovato diamanti nel loro paese, non li consideravano in passato come gioielli, mentre apprezzavano molto la giada. Un'opera cinese del III secolo a.C. cita: «Gli stranieri li indossano [i diamanti] nella convinzione che essi possano allontanare da loro gli influssi maligni».
Fino al XVIII secolo i diamanti provenivano esclusivamente dall'India o dal Borneo e solo nel 1725 in Brasile, nello Stato di Minas Gerais, furono trovati i primi diamanti provenienti dal Sudamerica. Successivamente nel 1843 fu rinvenuto il carbonado, un aggregato microcristallino di diamante, di colore bruno-nero, impiegato nell'industria.
Il primo ritrovamento in Sudafrica avvenne nel 1867, nei pressi delle sorgenti del fiume Orange, e fino al 1871 vennero sfruttati unicamente i giacimenti di tipo alluvionale. In seguito si scoprì l'esistenza dei camini diamantiferi, dei quali il più noto è la miniera di Kimberley che ha dato il nome alla roccia madre del diamante, la kimberlite.
Nel Settecento furono scoperti giacimenti nel Borneo, ciò diede inizio al commercio del diamante nel sud-est asiatico. Con l'esaurimento delle risorse indiane avvennero significative scoperte in Brasile (1725) e Sudafrica (Kimberley, 1867). Il Sud Africa divenne quindi il principale centro mondiale per la produzione di questa preziosissima gemma.
La popolarità dei diamanti è aumentata a partire dal XIX secolo grazie alla maggiore offerta, al miglioramento delle tecniche di taglio e lucidatura, alla crescita dell'economia mondiale e anche grazie ad innovative campagne pubblicitarie di successo. Nel 1813 Humphry Davy usò una lente per concentrare i raggi del sole su un diamante in un ambiente di ossigeno e dimostrò che l'unico prodotto della combustione era il biossido di carbonio, provando così che il diamante è un composto di carbonio. In seguito egli dimostrò che alla temperatura di circa 1000 °C, in un ambiente privo di ossigeno, il diamante si converte in grafite (mentre in condizioni standard il carbonio che compone i diamanti potrebbe farlo trasformare in grafite con una velocità di reazione estremamente lenta, di oltre 5 milioni di anni).

## Origine e datazione

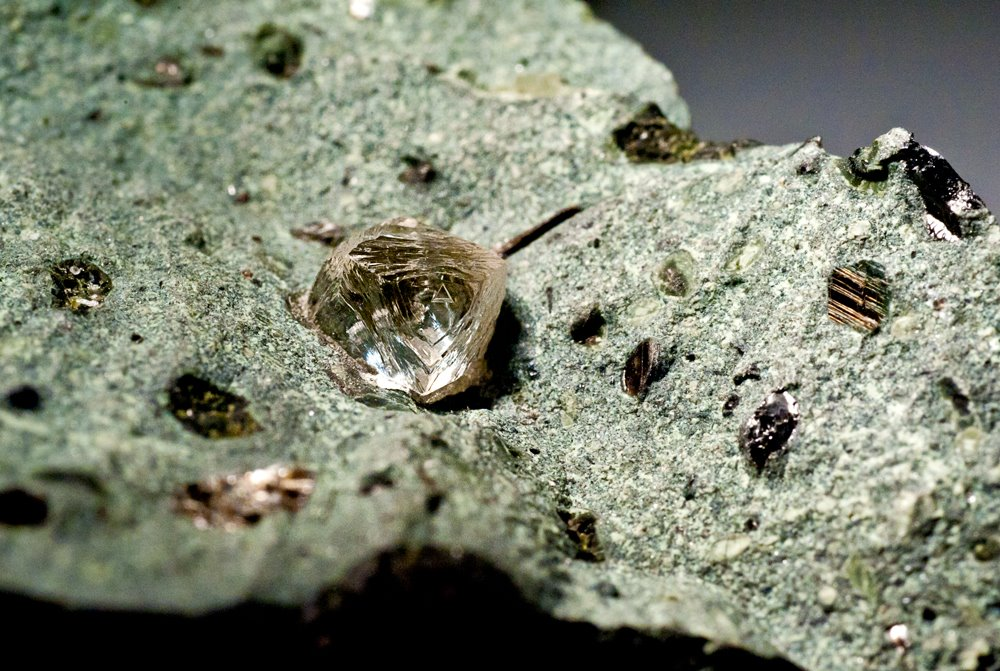
Kimberlite con un cristallo ottaedrico di diamante (Sud Africa, Finsch Diamond Mine), peso stimato: 1,8 carati (6 mm)

I diamanti hanno origine nel mantello della Terra, dove esistono le condizioni di altissima pressione necessarie alla loro formazione. Si pensa che i diamanti ritrovati in superficie provengano da una profondità tra i 150 e i 225 km. I cristalli vengono portati alla superficie, inglobati in una roccia contenente molta olivina detta kimberlite, da condotti vulcanici mediante eruzione. Questo dà origine ai camini diamantiferi dei giacimenti primari. In seguito, mediante erosione, la kimberlite può venire sgretolata, liberando i diamanti in giacimenti secondari, generalmente di tipo alluvionale.
Diamanti molto piccoli, tipicamente di diametro inferiore a 0,3 mm, sono stati trovati in molte meteoriti cadute sulla Terra. Alcuni studiosi ritengono che impatti di grandi meteoriti, avvenuti milioni di anni fa, possano aver prodotto alcuni (o molti) dei diamanti oggi ritrovati, ma non ci sono prove che avvalorino questa ipotesi.
Il metodo del carbonio-14 non è efficace per la datazione del diamante, perché si limita al carbonio di origine biologica. Risultano inefficaci a tal fine, sempre a causa della purezza chimica del diamante, anche le tecniche di geocronologia. I geologi ritengono però che la maggior parte dei diamanti ritrovati, cioè quelli formati nel mantello e arrivati in superficie, si siano formati tra circa 1 e 1,6 miliardi di anni fa.

## Struttura cristallina

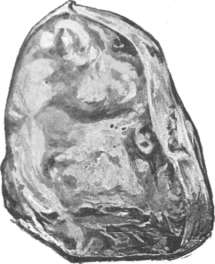
Illustrazione del diamante Excelsior, 1898

I diamanti sono la modificazione cristallizzata del carbonio puro; poiché si sono formati, come il petrolio, in milioni di anni, sono un minerale esauribile. I cristalli del diamante possono avere la forma di un ottaedro o di un esacisottaedro, talvolta con le facce curve. Talora sulle facce dell'ottaedro si possono notare delle trigoni, ossia delle incisioni triangolari. Alcune gemmazioni possono portare a cristalli piatti a forma di triangolo smussato. Altre forme in cui si presenta sono i rombododecaedri ed i cubi; tuttavia meno rari sono i cristalli esacisottaedrici, cubici e dodecaedrici. Non mancano inoltre cristalli geminati o a simmetria tetraedrica.
La struttura cristallina può accumulare imperfezioni quando il diamante viene esposto a fonti di radiazione ionizzante (naturali o artificiali) in specifiche condizioni. In questo caso la pietra acquisisce una colorazione verde o blu.

## Forme in cui si presenta in natura

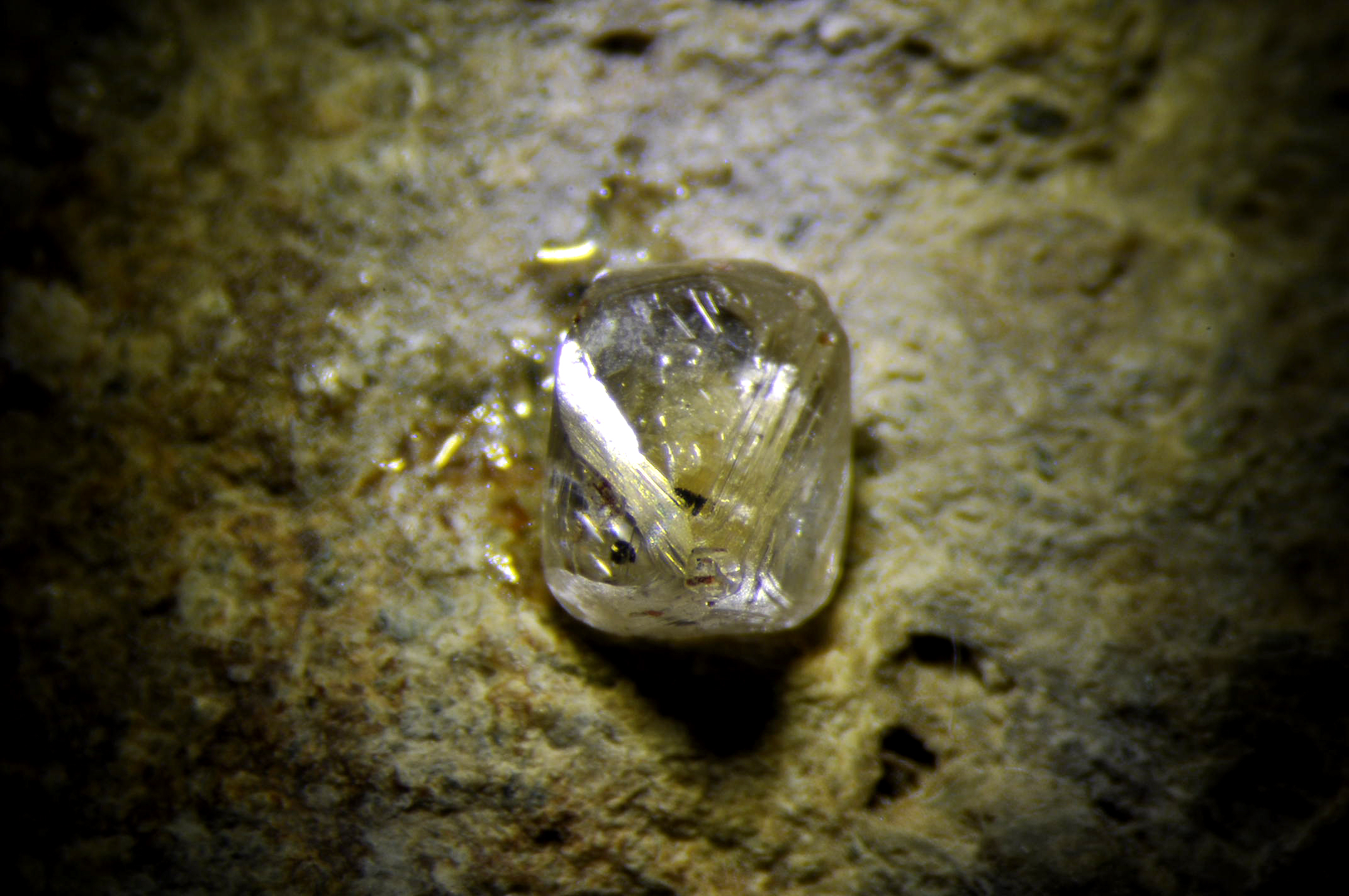
Diamante in forma ottaedrica ritrovato in kimberlite

Il colore è vario, così come le dimensioni dei cristalli che molto raramente superano quelle di una nocciola. Il record di grandezza per un diamante grezzo spetta al diamante Cullinan, trovato nel 1905 nella Premier Mine del Sudafrica. Perfetto nella limpidezza e nel colore, pesava 3.025 carati (605 grammi); tagliato in 105 pietre lavorate, le più grandi pesano 516,5 e 309 carati (fino al 1988 i più grandi diamanti lavorati). Attualmente il più grande diamante lavorato è il Golden Jubilee di 545,67 carati, trovato nel 1985 in Sudafrica.

## Estrazione

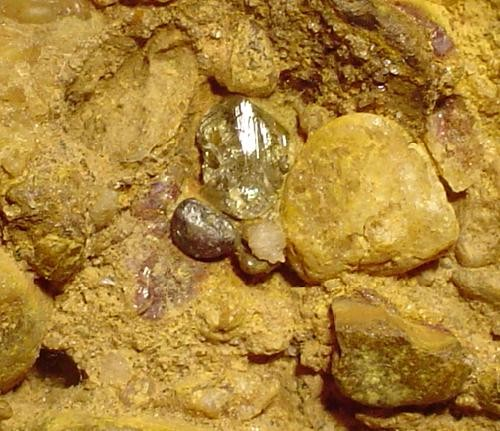
Diamante rinvenuto e conservato dentro la roccia sedimentaria (giacimento secondario) in Brasile

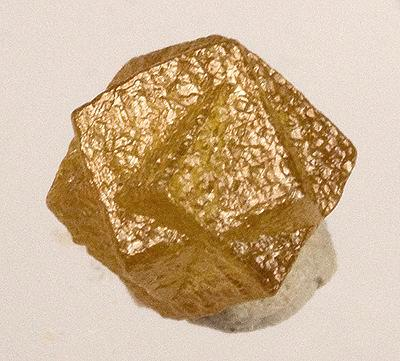
Cristallo di diamante giallo, formato dalla compenetrazione di due cubi.

I giacimenti diamantiferi si suddividono in due gruppi: primari e secondari. I giacimenti primari sono quelli in cui i diamanti si trovano ancora all'interno della roccia madre (tipicamente, la kimberlite), mentre i secondari sono quelli in cui essi si trovano dispersi in rocce sedimentarie spesso incoerenti tipo sabbia, ghiaia, trasportati lontano dai luoghi dove si trovava la roccia madre e da cui derivano per disgregazione della stessa, ossia in terreni alluvionali.
Nel caso dei giacimenti primari si deve frantumare la roccia estratta in pezzi sempre più piccoli, alternando le spaccature a lavaggi abbondanti in modo che l'acqua separi la ganga dai materiali più pesanti; il peso specifico relativamente elevato dei diamanti provoca la loro caduta nelle vasche sottostanti (eventualmente mischiati ad altri minerali pesanti).
La maggior parte delle miniere di diamanti è "a cielo aperto" o "a pozzo" (diversamente dalle miniere in cui l'estrazione avviene spesso in gallerie scavate in profondità). Le più famose miniere diamantifere sono quelle di Kimberley e la Premier Mine, entrambe in Sudafrica. Le miniere nei dintorni di Golconda in India hanno fornito fino alla metà dell'Ottocento la quasi totalità dei diamanti prodotti nel mondo.
Nei giacimenti alluvionali, non dovendo sminuzzare la roccia, il procedimento è più semplice: si usa solo il procedimento gravitazionale con l'acqua, facendo cadere i diamanti nelle vasche. In seguito i diamanti e i residui di ganga vengono portati via da rulli cosparsi di grasso, al quale i diamanti e la ganga aderiscono. La ganga viene poi fatta scivolare via mediante altri lavaggi. Successivamente, per togliere i diamanti dal grasso, si porta a fusione l'intero impasto; il grasso si scioglie, liberando così i diamanti grezzi. Essi vengono poi suddivisi in due gruppi: di qualità superiore cioè gemmologica (adatti ad essere tagliati e lucidati per produrre gioielli) e di qualità inferiore, adatti per applicazioni industriali.
Si calcola che le miniere primarie producano mediamente un carato di diamanti (0,2 grammi) ogni 3,5 - 4 tonnellate di roccia estratta, mentre dai giacimenti alluvionali si estrae solo un carato ogni circa 15 tonnellate di materiale lavorato.

## Paesi produttori

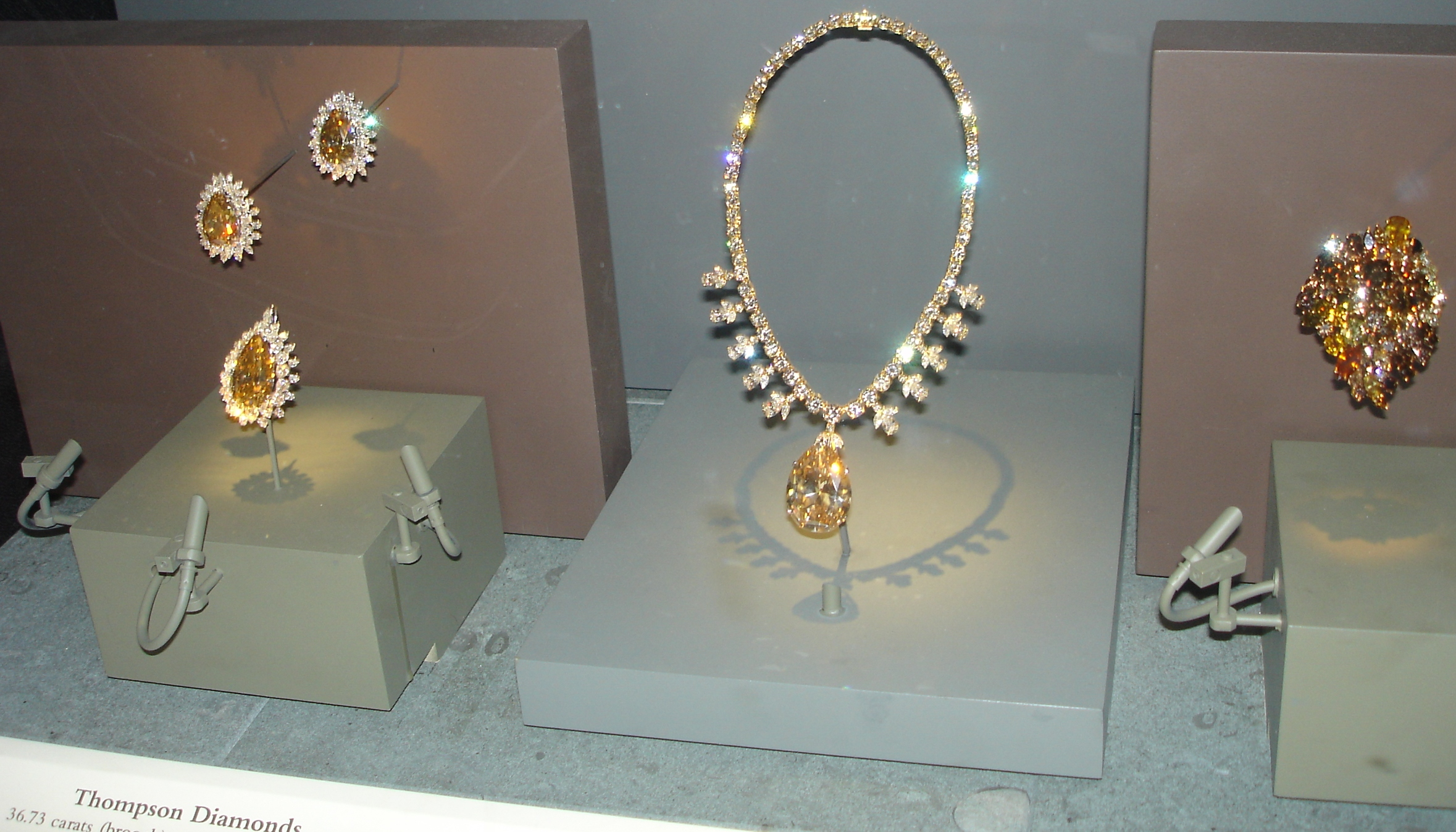
Diamanti bruni esposti al National Museum of Natural History. Il diamante della collana pesa 67 carati.

La produzione mondiale di diamante naturale varia notevolmente di anno in anno, perché i filoni diamantiferi vengono spesso esauriti rapidamente, e l'estrazione prosegue in nuove miniere scoperte, che possono dare produzioni molto diverse. Nel 2010 la produzione mondiale di diamanti naturali è stata di circa 224 milioni di carati (pari a circa 44.800 kg).
Il valore dei diamanti grezzi varia enormemente a seconda che siano di qualità gemmologica o industriale. Nel 2010 i maggiori paesi produttori di diamanti di qualità gemmologica sono stati i seguenti: Botswana 25 milioni di carati, Russia 17,8, Angola 12,5, Canada 11,77, Congo (Kinshasa) 5,5. Anche il Brasile ne produce notevoli quantità. Il Sudafrica è stato in passato uno dei maggiori produttori, ma negli ultimi anni la produzione è quasi esclusivamente di diamanti di qualità industriale. L'Australia fino al 2006 ha prodotto notevoli quantità di diamanti gemmologici, ma in seguito all'esaurimento dei filoni non è attualmente tra i primi dieci paesi produttori. Fino alla fine del XIX secolo quasi tutti i diamanti erano estratti in India, ma in seguito le miniere si esaurirono progressivamente. L'estrazione di diamanti in India avviene oggi quasi esclusivamente nel Distretto di Panna, nello Stato del Madhya Pradesh.
Per quanto riguarda i diamanti di qualità industriale i maggiori paesi produttori sono stati nel 2010 i seguenti: Congo (Kinshasa) 22,2 milioni di carati, Russia 15, Australia 9,9, Botswana 7, Sudafrica 5,4.
Complessivamente, circa la metà dei diamanti estratti oggi nel mondo proviene da miniere situate nell'Africa centrale e meridionale. La società sudafricana DeBeers, con sede a Johannesburg, controlla quasi completamente l'estrazione, la lavorazione e commercializzazione dei diamanti di origine africana. Tra le maggiori società al mondo per l'estrazione dei diamanti vi è anche l'anglo-australiana BHP Billiton.

## Proprietà chimico-fisiche

Modello della struttura cristallina del diamante

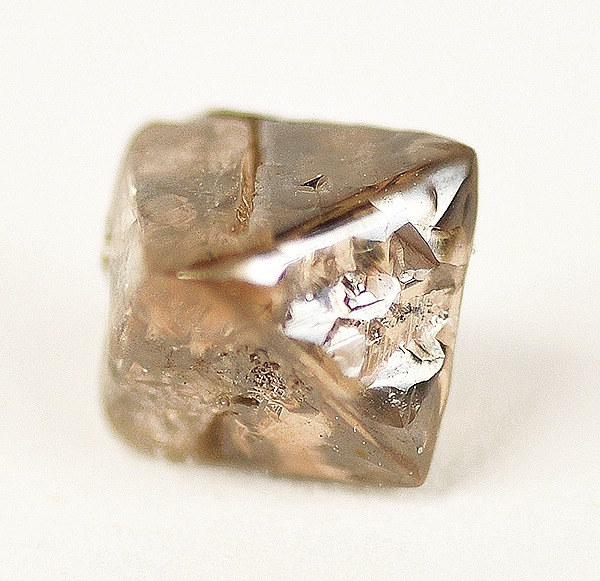
Cristallo di diamante a forma di ottaedro (Australia)

Il diamante è un cristallo trasparente composto da atomi di carbonio a struttura tetraedrica. È la forma termodinamicamente instabile del carbonio che, in teoria, per la seconda legge della termodinamica, dovrebbe trasformarsi interamente in grafite. Ciò non avviene perché c'è bisogno di una traslazione degli atomi di carbonio che, essendo legati gli uni agli altri in una struttura a tetraedro, è impedita cineticamente. Quindi il diamante è instabile dal punto di vista termodinamico ma stabile dal punto di vista cinetico. In altre parole, è un materiale metastabile.
I diamanti hanno moltissime applicazioni, grazie alle loro eccezionali caratteristiche fisiche e chimiche. Le più rilevanti sono l'estrema durezza, l'elevato indice di dispersione ottica, l'altissima conducibilità termica, la grande resistenza agli agenti chimici e il bassissimo coefficiente di dilatazione termica, paragonabile a quello dell'invar.
I diamanti sono altamente idrorepellenti: l'acqua non aderisce alla loro superficie, formando gocce che scivolano via facilmente. Un diamante immerso in acqua e poi estratto risulterà perfettamente asciutto. Al contrario i grassi, tra cui ogni tipo di olio, aderiscono molto bene alla loro superficie, senza peraltro intaccarli.
La resistenza agli agenti chimici è molto elevata: i diamanti sono inattaccabili dalla maggior parte degli acidi e delle basi, anche in concentrazioni elevate.

### Birifrangenza anomala

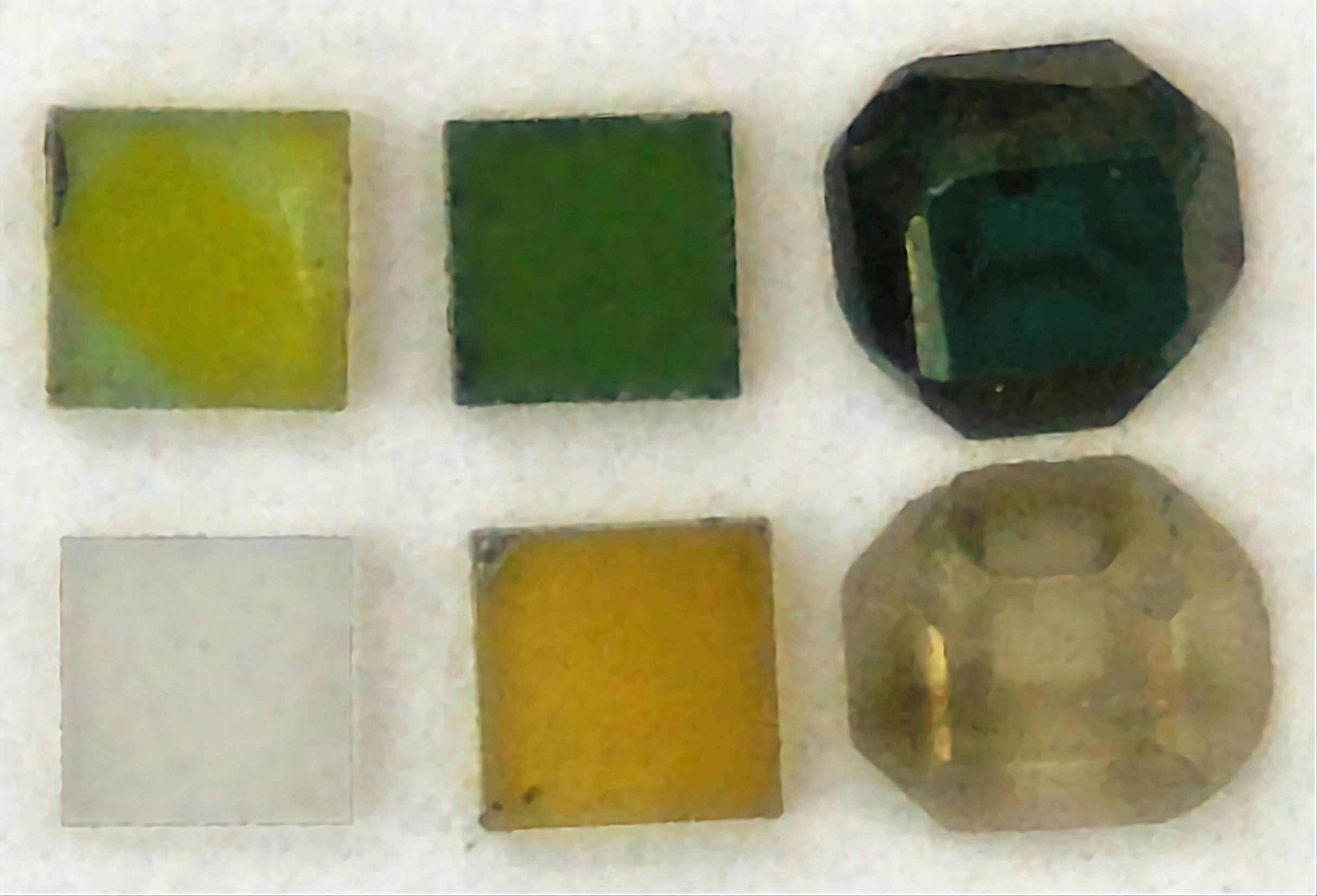
Diamanti puri, prima e dopo irradiazione e ricottura. In senso orario da sinistra in basso: 1) Iniziale (2×2 mm) 2–4) Irradiato da diverse dosi di elettroni da 2 MeV 5–6) Irradiato da diverse dosi e ricotto a 800 °C.

La birifrangenza della luce polarizzata risulta normalmente presente nei diamanti.

### Durezza

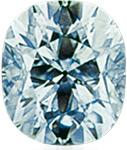
Jubilee Diamond

Il diamante è il minerale di origine naturale più duro che si conosca, la sua durezza Mohs è pari a 10, ed è fino a 140 volte superiore a quella del corindone, con durezza 9 nella scala di Mohs. Tale estrema durezza è dovuta alla presenza di legami covalenti estesi a tutta la struttura e in tutte le direzioni, che collegano qualunque coppia di atomi adiacenti.
Ciò spiega l'eccezionale coesione e stabilità di questa struttura e di altre con simili caratteristiche, come ad esempio il nitruro di boro.
Negli ultimi anni sono stati prodotti sinteticamente alcuni materiali superduri in grado di scalfire il diamante, tra cui la lonsdaleite superdura e l'ADNR (Aggregated Diamond Nanorods), una forma allotropica del carbonio prodotta per la prima volta nel 2005 da Natalia Dubrovinskaia, Leonid Dubrovinsky e Falko Langenhorst, ricercatori dell'università tedesca di Bayreuth.
Non tutti i diamanti hanno la stessa durezza. I diamanti più duri provengono dall'area del New England nel Nuovo Galles del Sud (Australia). Questi diamanti sono in genere piccoli, di forma ottaedrica perfetta o semiperfetta, e sono utilizzati per lucidare altri diamanti. Si ritiene che la loro durezza sia dovuta alla modalità di accrescimento del cristallo, avvenuta in un'unica fase. La maggior parte degli altri diamanti evidenzia invece un accrescimento del cristallo in fasi successive, con inclusione di impurezze e la formazione di difetti nel reticolo cristallino e conseguente diminuzione delle caratteristiche di durezza.

### Conducibilità

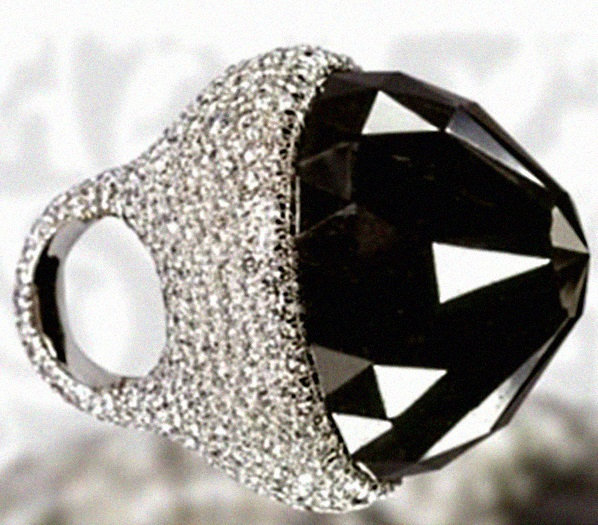
Spirito di de Grisogono

Esistono o sono allo studio altre applicazioni specialistiche, compreso l'uso come semiconduttore: alcuni diamanti blu sono semiconduttori naturali, a differenza degli altri diamanti che invece sono eccellenti isolanti elettrici. Il diamante esposto all'aria mostra in alcune condizioni un comportamento da conduttore sulla sua superficie. Il fenomeno venne scoperto da Maurice Landstrass e K. V. Ravi nel 1989. Nel dicembre 2007 un laboratorio del Case Western Reserve University di Cleveland ha dimostrato che la conducibilità avviene per mezzo di un film acquoso sottile deposto sulla superficie del diamante. Il film d'acqua scambia coppie di elettroni con la superficie rendendola conduttrice.
Il diamante si dimostra un ottimo conduttore termico ma ad alta temperatura tende a decomporsi in semplice carbonio.

### Tenacità

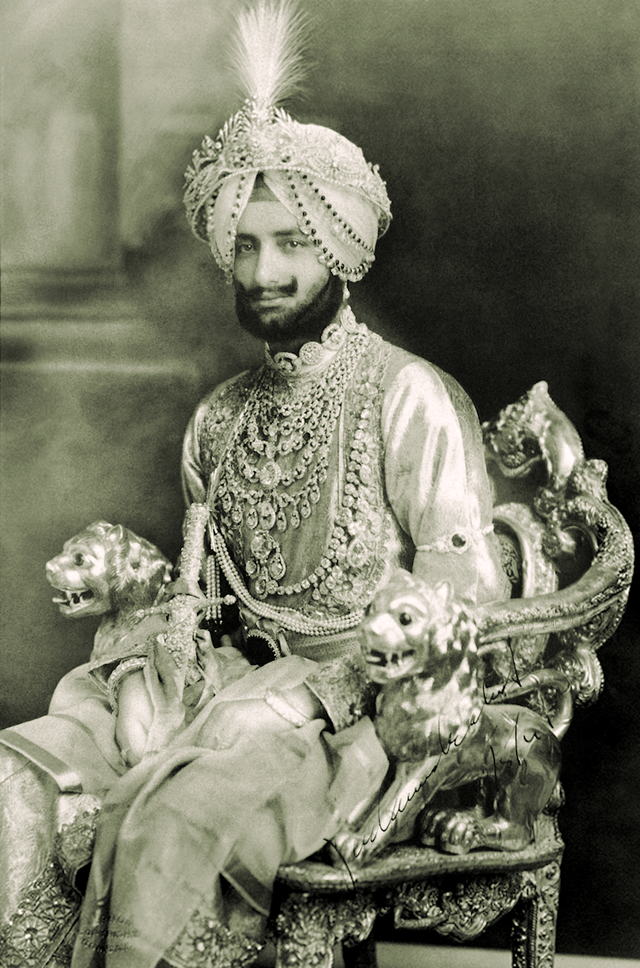
Yadavindra Singh indossa la collana Patiala.

La tenacità rappresenta la capacità di un materiale di assorbire energia in campo plastico, cioè di subire degli urti senza fratturarsi. La tenacità media del diamante naturale è stata misurata in 3,4 MN m-3/2, ma varia notevolmente in funzione della caratura (cioè del peso e quindi della grandezza) e della presenza di imperfezioni interne. Questo valore è buono e maggiore di tutte le altre gemme, ma inferiore a molti altri materiali.
Come per ogni cristallo, la capacità di resistere agli urti varia grandemente a seconda del piano in cui è diretta la forza incidente. Un forte colpo di martello può comunque rompere facilmente un diamante, e anche urti accidentali possono danneggiarlo.

### Resistenza al calore

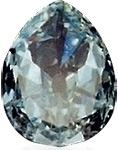
Diamante Premier Rose

La resistenza al calore e al fuoco è molto elevata, ma dipende dalle dimensioni. Un comune diamante commerciale resiste alla fiamma viva in atmosfera fino a circa 1520 °C; negli incendi la temperatura può raggiungere i 1.000 °C, ma non supera generalmente i 1.200 °C, per cui un diamante rimane inalterato. Viceversa una polvere fine di diamante è facilmente infiammabile a contatto di fiamma, bruciando senza lasciare residui e trasformandosi completamente in CO2.
In assenza di ossigeno il diamante brucia in atmosfera, con una debole fiamma azzurra, alla elevatissima temperatura di circa 3.550 °C. In atmosfera di ossigeno brucia a circa 800 °C. Nel vuoto o in atmosfera inerte il diamante si trasforma in grafite per temperature superiori a 1.900 K (circa 1.600 °C).

## Applicazioni industriali

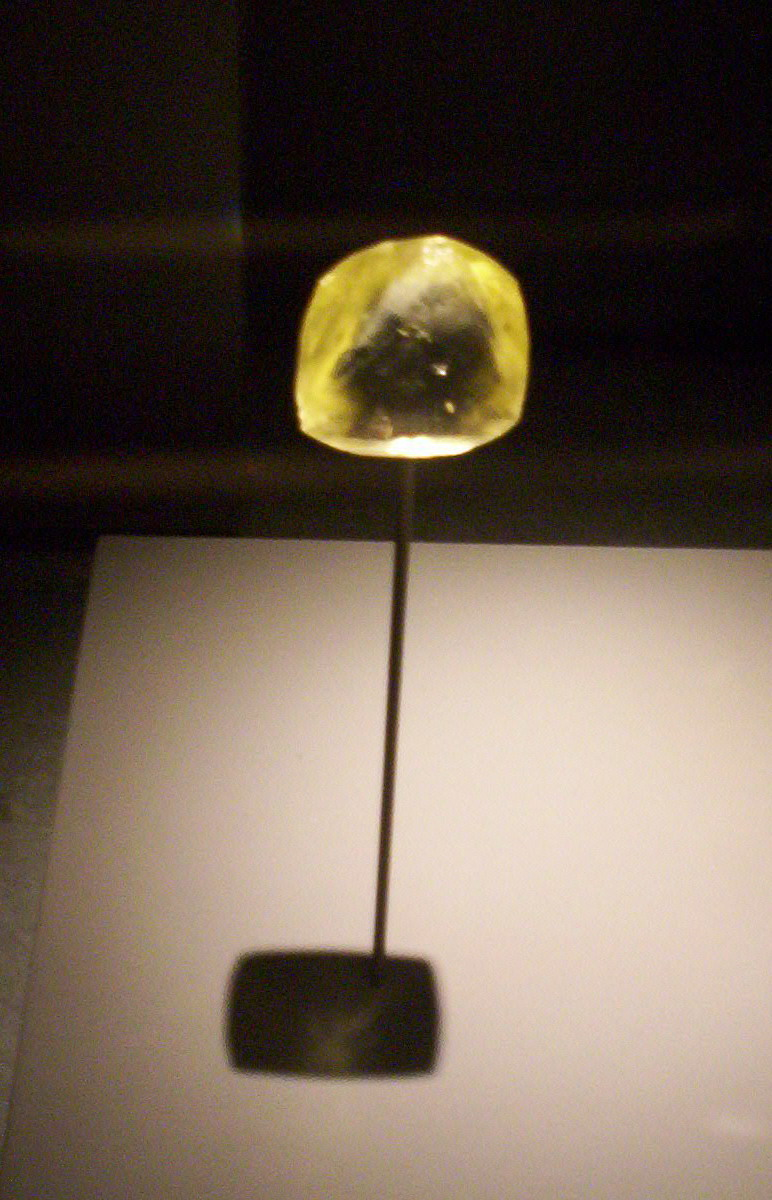
Diamante Oppenheimer esposto allo Smithsonian Institution.

I diamanti adatti per un uso industriale sono quelli non idonei ad essere utilizzati come gemme oppure quelli prodotti sinteticamente, in quanto il loro costo ridotto li rende economicamente convenienti per questo uso.
L'uso industriale del diamante è legato alle sue caratteristiche di durezza; questa proprietà lo rende il materiale ideale per strumenti di perforazione,  di taglio e molatura. Essendo uno dei materiali più duri e abrasivi che si conoscano, il diamante può essere usato per lucidare e tagliare qualsiasi materiale, compresi altri diamanti. Per l'uso industriale colore e dimensioni sono spesso irrilevanti, basta una pasta diamantata composta da unità anche grigie e di pochi millimetri di dimensione. Alcuni esempi di applicazioni in ambito industriale sono la fabbricazione di punte da trapano, seghe con inserti in diamante e polvere abrasiva nelle smerigliatrici. Viene usato anche per il taglio e la lucidatura di pietre, vetro, marmo e granito.
In campo quotidiano questo cristallo è usato ad esempio nei coltelli di ceramica ricoperti da una fine polvere di diamante (usati in vere e proprie cucine di ristoranti) garantendo così facilità di taglio per vari cibi.
In campo tecnologico questi cristalli sono usati nelle presse in diamante ed in molti strumenti ottici o di elettronica; l'estrema durezza unita alla trasparenza permette l'osservazione e lo studio delle modificazioni della materia, sottoposta a pressioni vicine a 2 milioni di atmosfere. In casi particolari, la superficie di lenti ottiche viene protetta dall'abrasione con un sottilissimo film di diamante, applicato per mezzo di deposizione chimica.
Grazie alla sua elevatissima conducibilità termica (fra 1000 e 2600 W·m−1·K−1, ben superiore a quella dell'argento o del rame), nella fabbricazione di semiconduttori di elevata potenza si usano talvolta sottilissimi strati di diamante come "basamento" del semiconduttore, rendendolo in grado di trasferire agevolmente il calore al contenitore. Esiste anche una pasta termoconduttiva a base di diamanti sintetici.

## I diamanti in gioielleria

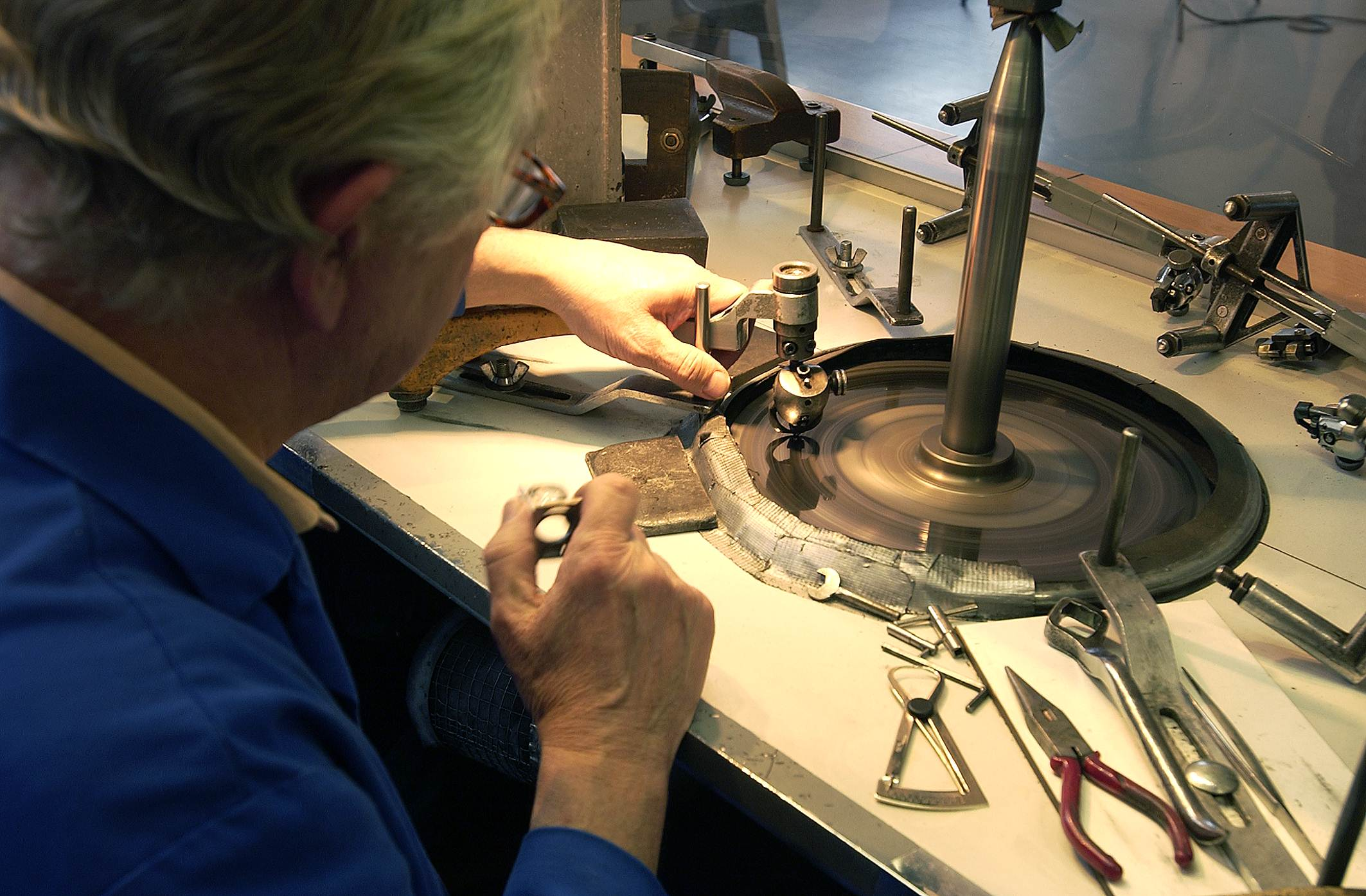
Lavorazione di un diamante per oreficeria

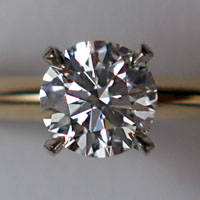
Un diamante a taglio brillante rotondo, incastonato in un anello.

Grazie alla sua durezza, il diamante può essere graffiato soltanto da altri diamanti ed è in grado di conservare la lucidatura per lunghi periodi di tempo: è quindi adatto ad essere indossato quotidianamente resistendo molto bene all'usura, e di conseguenza è ampiamente usato in gioielleria.

### Denominazione delle facce del taglio a brillante rotondo (round brilliant cut)

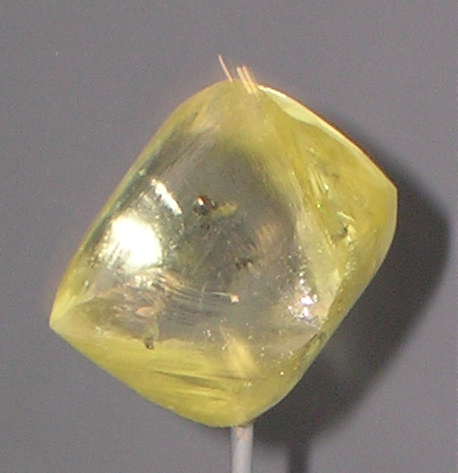
Primo piano dell'Oppenheimer.

- Corona[23] comprende 1 tavola, 8 faccette di stella, 8 facce fondamentali, 16 faccette di traverso (=32 facce+1 tavola);
- Padiglione[23] comprende 16 faccette di traverso inferiori, 8 facce fondamentali inferiori (=24 facce).

Totale quindi 56 faccette+1 tavola.
Talvolta vi è una piccola tavola nel padiglione detta culasse, tuttavia non compreso nel taglio moderno.
NB la linea che divide la corona dal padiglione si chiama cintura.

### Taglio
Il taglio dei diamanti grezzi per trasformarli in gemme da gioielleria è un'operazione molto delicata e difficile. Eventuali errori porterebbero alla perdita di notevoli somme di denaro. La forma più comune di taglio del diamante è quella rotonda, denominata a brillante. Con questo termine si identifica un taglio rotondo con 57 faccette, a cui si aggiunge una tavola inferiore (non sempre esistente). Il taglio a brillante è considerato il migliore per questa gemma in quanto, se eseguito nelle giuste proporzioni (simmetrie), è quello che meglio esalta le caratteristiche di rifrazione e di riflessione della luce da parte della gemma.
La grande diffusione di questo taglio ha portato ad un equivoco: il pubblico tende ad identificare i termini brillante e diamante come fossero la stessa cosa. In realtà, il termine brillante, se usato da solo, identifica unicamente una pietra a taglio rotondo,  anche sintetica. Tutte le gemme possono essere tagliate a brillante, quali ad esempio i rubini, gli zaffiri, i quarzi e i topazi, ma il risultato estetico è molto diverso a causa dei diversi indici di rifrazione.
Altri tipi di taglio, tra i più conosciuti e diffusi sono: il taglio a cuore, a brillante ovale, a marquise o navette, huit-huit, a goccia, a smeraldo, a carré, a baguette, a trapezio, a rosa olandese, a rosetta (ormai in disuso). Da ricordare altri tagli più recenti che si stanno piano piano affermando nel campo della gioielleria: il princess, il radiant, il barion ed il cushion.
Il maggiore centro per il taglio dei diamanti è stato per molto tempo la città di Anversa in Belgio, dove lavorano ancora, nel Diamantkwartier (quartiere dei diamanti), oltre 12.000 tecnici e impiegati tra tagliatori, lucidatori e addetti alla commercializzazione. Recentemente si è però imposta a livello mondiale, per il taglio, la città indiana di Surat. Si valuta che attualmente oltre l'80% dei diamanti (specie quelli di piccola caratura) sia tagliato in questa città. Altri centri importanti sono Tel Aviv e New York. Alcune società, in particolare la De Beers, hanno propri centri di taglio, ma si affidano spesso a tagliatori esterni particolarmente esperti per il taglio di diamanti di altissimo valore.

Alcuni tagli di diamante

#### Varie operazioni del taglio

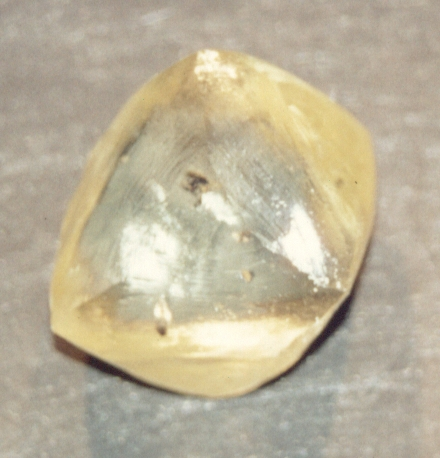
Diamante giallo paglierino

Il taglio del diamante comprende tre operazioni:
- Sfaldatura: questa operazione consiste nel colpire il pezzo grezzo di diamante con un colpo secco in modo che il pezzo si riduca in una forma ottaedrica (operazione necessaria se il pezzo non è già di forma ottaedrica). Le proporzioni per ottenere un buon taglio a brillante sono:
  - parte superiore (detta corona)= ⅓ del totale del pezzo totale;
  - parte inferiore (detta padiglione)= ⅔ del totale (tuttavia alcuni recenti pezzi l'altezza può corrispondere a poco più di ⅔ del totale);
- Sbozzatura: con appositi mezzi sono abbozzate le facce principali;
- Politura: è il taglio vero e proprio del diamante. Questa operazione perfeziona le facce esistenti, crea le facce minori e quindi lucida il pezzo tramite bloccato da vari dopps (tenaglie) che premono la pietra contro la mole di taglio.

### Le quattro C
I quattro fattori che determinano il valore del diamante sono le quattro "C", dalle iniziali dei quattro termini in inglese ossia: colour (colore), clarity (purezza), cut (taglio) e carat (caratura, cioè peso).
- Colore (in inglese Colour): le gemme del tutto incolori e trasparenti, che sono le più pure, vengono definite "Colourless", contrassegnate dalla lettera D. Seguono le quasi incolori o "Near Colourless" e le colorate o "Slightly Tinted". Alcuni stati o regioni europee o città o enti (Anversa, New York, Svizzera, Scandinavia e Francia) hanno adottato varie sotto-nomenclature per le tre classi di colori su descritte.[33][34] I diamanti possono assumere quasi tutte le colorazioni, che sono dovute ad impurezze o difetti strutturali: il giallo ambrato e il marrone sono le più comuni, il rosso, il rosa e il blu sono le più rare.[35]. È da rilevare che i diamanti incolori non appaiono tali alla vista, in quanto le sfaccettature riflettono i colori dell'ambiente circostante; come per altre gemme incolori, muovendole i colori cambiano rapidamente (questo effetto, molto intenso nei diamanti, è detto "brio" o "fuoco").

I diamanti "neri" non sono veramente tali, ma piuttosto contengono numerose inclusioni che danno ad essi un aspetto scuro, anche se oggigiorno data la richiesta del mercato i diamanti di qualità scadente vengono trattati artificialmente per ottenere tale colore.
Quando il colore è abbastanza saturo la pietra può essere definita dal gemmologo diamante di colore fancy (in italiano può essere tradotto fantasia ), altrimenti vengono classificati per colore con la normale scala di colore degli altri diamanti. La maggior parte delle impurezze nei diamanti rimpiazza un atomo di carbonio nel sistema cristallino, e viene detta "impurezza sostituzionale".
L'impurezza più comune, l'azoto, causa una colorazione gialla più o meno intensa a seconda della concentrazione di azoto presente. Il Gemological Institute of America (GIA) classifica i diamanti di colore giallo a bassa saturazione e marrone come diamanti nella scala normale del colore, e applica una scala di valutazione dalla 'D' (incolore di purezza eccezionale) alla 'Z' (giallo chiaro). Il GIA classifica i diamanti che hanno colorazione intensa con il termine fancy (che può essere tradotto con fantasia).
La colorazione più rara è quella dei diamanti rossi o rosa (che non raggiungono mai dimensioni notevoli), seguiti da quelli blu e verdi. Il diamante rosso si trova soltanto nella miniera di Argyle in Australia, dove se ne estraggono pochi esemplari al giorno e di un peso quasi mai superiore a 0,5 carati. Questa gemma, che è in assoluto la più rara al mondo, può arrivare al prezzo di 100.000 euro al carato.
- Purezza (in inglese Clarity): le inclusioni vengono spesso ed impropriamente chiamate "carboni" e possono essere di diverso tipi; si possono trovare infatti cristalli di granato ma anche di diamante, tuttavia sono considerati difetti le fessure naturali (o "ghiacciature"), le tracce di sfaldatura e le "linee di accrescimento" della gemma originaria. Se un gemmologo trovasse una di queste ultime inclusioni potrà definire la pietra come IF (Internally Flawless) invece che F (Flawless) (vedi tabella sotto).[33] Per approfondire la purezza del diamante bisogna usare opportune lenti a 10 ingrandimenti: i diamanti non devono avere impurezze, i cosiddetti carboni, e le fratture interne, le cosiddette ghiacciature[23]
- Taglio (in inglese Cut): prima del taglio, il tagliatore dovrà tenere conto della forma del grezzo, del taglio che vuole ottenere, le proporzioni del taglio, la simmetria. In base alla qualità del taglio i diamanti sono stati suddivisi in tre categorie: "very good" (simmetria/proporzioni perfette o con irrilevanti difetti); "good" (simmetria/proporzioni inferiore); "poor" (scadente, con difetti più grandi e/o numerosi).[33]
- Peso (in inglese Carat): i diamanti si pesano in carati. Un carato equivale esattamente a 0,2 grammi. Il carato può essere suddiviso in punti che equivalgono ad 1/100 di carato, in passato si usavano anche i grani che equivalgono a 1/20 di grammo.[33]

La quotazione dei diamanti è riportata settimanalmente dal Rapaport diamond report.

### Scala della purezza
Il Gemological Institute of America ha definito una scala della purezza delle gemme, e quindi anche dei diamanti, largamente usata a livello internazionale.
| Termine tecnico             | Sigla           | Definizione                                                          |
| --------------------------- | --------------- | -------------------------------------------------------------------- |
| Flawless                    | F               | puro sia internamente che esternamente a 10 ingrandimenti            |
| Internally flawless         | IF              | nessuna caratteristica interna rilevata a 10 ingrandimenti           |
| Very very slightly included | VVSI 1 - VVSI 2 | piccolissime inclusioni, difficili da individuare a 10 ingrandimenti |
| Very slightly included      | VSI 1 - VSI 2   | piccolissime inclusioni visibili a 10 ingrandimenti                  |
| Slightly included           | SI 1 - SI 2     | piccole inclusioni visibili a 10 ingrandimenti                       |
| Included 1                  | I1              | inclusioni visibili a occhio nudo, ma con difficoltà                 |
| Included 2                  | I2              | inclusioni visibili a occhio nudo                                    |
| Included 3                  | I3              | inclusioni evidenti, ben visibili ad occhio nudo                     |

### Pietre simili
- Pietre naturali[23]: zircone, corindone, topazio, andradite;
- Pietre artificiali[23]: titania, fabulite, linobate, YAG (impropriamente detto diamonair), zirconia cubica, spinello sintetico incolore;
- Imitazioni[23]: strass (sostanze vetrose), doppiette e triplette di vario tipo.

### Diamanti celebri
Tra i diamanti più famosi vi sono:
- il diamante azzurro Hope, del peso di 45 carati, conservato presso lo Smithsonian Institution di Washington
- il verde di Dresda, del peso di 41 carati, conservato nel Grünes Gewölbe di Dresda
- il Régent, del peso di 135 carati, e il Sancy, del peso di 55 carati, già appartenuti al re Luigi XVI di Francia ed ora al museo del Louvre
- il Koh-i-Noor, del peso di 108 carati, posto ora nella Torre di Londra
- il Cullinan, del peso (grezzo) di 621 grammi circa (3.106,75 carati), proveniente dalle miniere del Sudafrica; da esso è stato ricavato il diamante Stella d'Africa, del peso di 530 carati.
- Il diamante denominato "Blu Farnese", che fu regalato ad Elisabetta Farnese in occasione del suo matrimonio con il re Filippo V di Spagna nel 1714, è stato venduto nel 2018 ad un'asta di Sotheby's a Ginevra per la ragguardevole cifra di 6,7 milioni di dollari (5,6 milioni di euro). Il preziosissimo diamante ha un colore blu intenso, pesa 6,16 carati e ha taglio a goccia.

## Sintesi del diamante

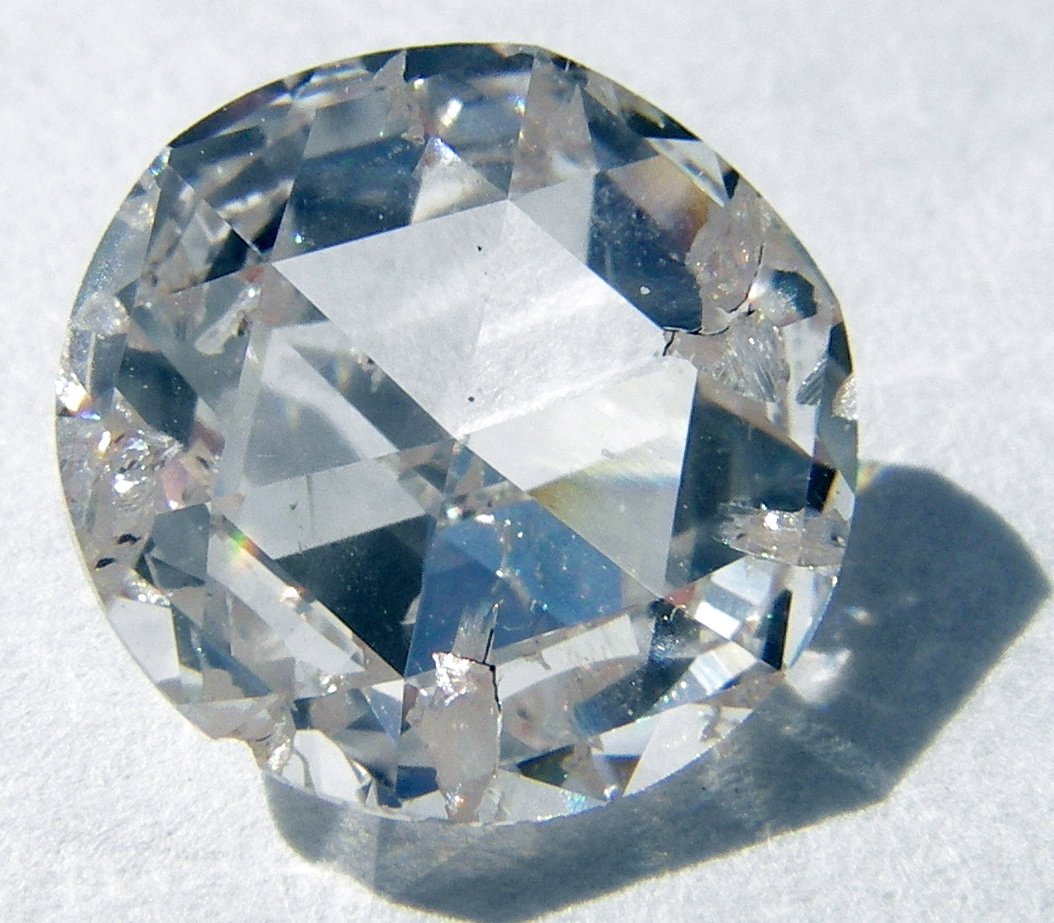
Un diamante artificiale prodotto tramite "Chemical vapor deposition"

La sintesi in laboratorio di diamanti a partire da materiali costituiti da carbonio iniziò nella prima metà degli anni cinquanta quando ricercatori della General Electric di Schenectady, New York, riuscirono a ricreare le condizioni necessarie alla cristallizzazione del carbonio che portano alla formazione del diamante.
Essi riscaldarono grafite a una temperatura di 15.157,5 K (14884,35 °C) assieme a un metallo quale il ferro o il nichel, a una pressione compresa fra le 50.000 e le 65.000 atm. Il carbonio in questo modo si scioglie nel metallo e, grazie alla pressione, crea i legami necessari.
Le prime applicazioni pratiche del diamante sintetico sono state il rivestimento di utensili per tagli di precisione e la produzione di abrasivi.
Tuttavia il suddetto processo si rivela troppo costoso. Inoltre, il diamante risultante non è completamente puro né cristallino e pertanto non può essere usato come semiconduttore.
Un modo di ottenere diamanti artificiali è quello di ottenere dei campioni mediante alte pressioni partendo dal carbonio.

### Deposizione chimica da fase di vapore
Un metodo alternativo, sviluppato di recente, è il CVD, Chemical vapor deposition.

## Letteratura
Nella sua autobiografia Benvenuto Cellini descrive il sospetto di essere stato vittima di un avvelenamento da polvere di diamante, un metodo all'epoca utilizzato dai Papi per sbarazzarsi di scomodi personaggi. L'avvelenamento sarebbe stato commissionato dal suo nemico Durante Duranti in seguito cardinale, poi vescovo della città di Brescia:
Italo Calvino in una fiaba tradizionale di Mentone l'uomo che usciva solo di notte (titolo originale le diamant), facente parte della raccolta Fiabe italiane, racconta delle virtù magiche del diamante, utilizzato nella fiaba per far fare alla gente ciò che si vuole.

## Personaggi famosi e diamanti
Leonardo da Vinci, seguace delle credenze diffuse dai lapidari del suo tempo, riteneva che un diamante, portato al dito, rendesse invincibile di fronte ai nemici. Carlo il Temerario, duca di Borgogna, fu sconfitto e morì nella battaglia di Nancy il 5 gennaio 1477: in quello scontro con gli Svizzeri portava al dito un favoloso diamante che andò perduto e non venne mai più ritrovato...
La tradizione di regalare alla fidanzata un anello d'oro con un diamante fu inaugurata dall'imperatore Massimiliano I d'Asburgo, che per primo lo donò alla promessa sposa Maria di Borgogna nel 1477. L'anello con il diamante (senza la sfaccettatura "a brillante" che sarebbe stata inventata e realizzata soltanto molto tempo dopo) si vede bene nel ritratto di Maria dipinto dal 'Maestro di Maria di Borgogna' (miniatore fiammingo attivo nell'ultimo quarto del XV secolo), destinato a un Libro d'Ore per Engelbert II conte di Nassau (conservato alla Bodleian Library di Oxford). Secondo l'uso antico, Maria porta l'anello di fidanzamento all'anulare della mano destra. (Per vederne l'immagine ingrandita, cfr. Italian Image Institut, di R. Migliaccio).